# キーストローク認証
キーストローク認証（キーストロークにんしょう、英語: Keystroke dynamics）ないしはタイピング認証（タイピングにんしょう、英語: Typing dynamics）は生体認証の一つで、パソコンのキーボードの打ち方は人によって全く異なるという行動的特徴を利用した認証技術。 

## 概要
NTTコミュニケーションズの開発したソフトウェアでは事前に1000文字程度のキー入力を行ってユーザの入力タイミング（押してから離すまでの時間、ある文字から別の文字を打つまでの間隔など）を登録する。その後は認証用のオリジナルの通信プロトコルを送信し認証するシステムである。指紋認証の指紋読み取り装置やICカードといった特別な機器を必要としないためローコストである。